# Gary Busey
William Gary Busey (/ bjuːsi /; født 29. juni 1944) er en amerikansk film- og tv-skuespiller.
I 1978 blev Busey nomineret til en Oscar for bedste mandlige hovedrolle, for sin præstation i The Buddy Holly Story. I 1988 blev han kvæstet i en motorcykelulykke, efter at have kørt en motorcykel uden hjelm og lå i koma i fire uger. Psykiater Charles Sophy undersøgte Busey, da han medvirkede i Celebrity Rehab, idet han hævdede, at Buseys hjerneskade kunne have haft en større virkning end en mistanke om, at det svækkede hans mentale "filter" og gjorde ham impulsiv.
Busey kom i 1990'erne ud i et langvarigt kokainmisbrug. I 1996 fortalte han at han var blevet kristen. Han har medvirket to gange i det svenske tv-program High Chaparall.